# اورمان (شهرستان نوریمانوفسکی، باشقیرستان)
اورمان (انگلیسی: Urman, Nurimanovsky District, Republic of Bashkortostan) یک شهرک در شهرستان نوریمانوفسکی استان باشقیرستان کشور روسیه است.